# Abbe Lane
Pour les articles homonymes, voir Lane.
Abbe Lane, née Abigail Francine Lassman le 14 décembre 1932 dans le quartier de Brooklyn dans la ville de New York, est une chanteuse, actrice et danseuse américaine. Pour l'ensemble de sa carrière, elle possède une étoile sur le Walk of Fame d'Hollywood.

## Biographie
Née dans une famille juive de Brooklyn en 1932, Abbe Lane commence sa carrière enfant dans les théâtres de Broadway. Elle intègre la troupe du musicien catalan d'inspiration cubaine Xavier Cugat au début des années 1950 et l'épouse en 1952. L'influence de Cugat se fait sentir dans la production musicale de Lane, composée principalement de rythmes latino-américains, tels que le mambo, le cha-cha-cha ou la rumba.
En parallèle à sa carrière de chanteuse et de danseuse dans la troupe de Cugat, elle commence une carrière d'actrice qui la verra travailler aux États-Unis et en Europe, principalement en Italie. Après un rôle secondaire dans la comédie Au diable la célébrité (Al diavolo la celebrità) de Mario Monicelli et Steno, elle est à l'affiche des westerns américains Révolte au Mexique (Wings of the Hawk) de Budd Boetticher et Chevauchée avec le diable (Ride Clear of Diablo) de Jesse Hibbs. Dans le film policier Meurtres à responsabilité limitée  (Chicago Syndicate) de Fred F. Sears, elle incarne une chanteuse de cabaret.
En 1955, dans le film Le Célibataire (Lo scapolo) d'Antonio Pietrangeli, elle joue son propre rôle. Elle renouvelle l'expérience dans le film Donatella de Mario Monicelli au côté de son mari. Elle apparaît ensuite dans plusieurs comédies à l'italienne tels que Dites 33 (Totò, Vittorio e la dottoressa) de Camillo Mastrocinque, Toto à Madrid (Totò, Eva e il pennello proibito) de Steno ou Parola di ladro de Gianni Puccini et Nanni Loy. En 1962, elle apparaît dans le péplum Jules César contre les pirates (Giulio Cesare contro i pirati) de Sergio Grieco.
En 1964, elle divorce de Cugat et s'installe aux États-Unis. Elle se retire peu à peu du cinéma au profit de la télévision. Elle apparaît régulièrement sur les chaînes télévisées américaines comme invitée des émissions les plus populaires du moment, côtoyant les animateurs Red Skelton, Dean Martin, Ed Sullivan, Jackie Gleason ou Jack Benny. Elle joue également quelques rôles dans des épisodes de séries télévisées.
Pour sa carrière, elle reçoit une étoile sur le Walk of Fame d'Hollywood en 1961.

## Filmographie

### Comme actrice

#### Au cinéma
- 1951 : Au diable la célébrité (Al diavolo la celebrità) de Mario Monicelli et Steno
- 1953 : Révolte au Mexique (Wings of the Hawk) de Budd Boetticher
- 1954 : Chevauchée avec le diable (Ride Clear of Diablo) de Jesse Hibbs
- 1955 : Meurtres à responsabilité limitée  (Chicago Syndicate) de Fred F. Sears
- 1955 : Rendez-vous sur l'Amazone (The Americano) de William Castle
- 1955 : Quando tramonta il sole de Guido Brignone
- 1955 : Le Célibataire (Lo scapolo) d'Antonio Pietrangeli
- 1956 : Donatella de Mario Monicelli
- 1956 : Amours de vacances (Tempo di villeggiatura) d'Antonio Racioppi
- 1956 : I girovaghi de Hugo Fregonese
- 1957 : Dites 33 (Totò, Vittorio e la dottoressa) de Camillo Mastrocinque
- 1957 : Désir diabolique (Susana y yo) d'Enrique Cahen Salaberry
- 1957 : A sud niente di nuovo de Giorgio Simonelli
- 1957 : Parola di ladro de Gianni Puccini et Nanni Loy
- 1958 : Tueurs de feux à Maracaibo (Maracaibo) de Cornel Wilde
- 1958 : Marins, Femmes et Ennuis (it) (Marinai, donne e guai) de Giorgio Simonelli
- 1959 : Toto à Madrid (Totò, Eva e il pennello proibito) de Steno
- 1959 : Roulotte e roulette de Turi Vasile
- 1960 : Il mio amico Jekyll (it) de Marino Girolami
- 1960 : Ces sacrées Romaines (I baccanali di Tiberio) de Giorgio Simonelli
- 1962 : Jules César contre les pirates (Giulio Cesare contro i pirati) de Sergio Grieco
- 1963 : Les Tueurs du R.S.R.2 (Das Feuerschiff) de Ladislas Vajda
- 1976 : Un sorriso, uno schiaffo, un bacio in bocca (it) de Mario Morra
- 1983 : La Quatrième Dimension (Twilight Zone: The Movie), segment Cauchemar à 20.000 pieds (Nightmare at 20,000 Feet) de George Miller

#### À la télévision

##### Téléfilm
- 1967 : Cricket on the Hearth d'Arthur Rankin Jr. et Jules Bass (doublage)

##### Séries télévisées
- 1961 : Naked City, saison deux, épisode The Day It Rained Mink
- 1965 : L'Homme à la Rolls, saison deux, épisode Who Killed the Toy Soldier?
- 1965 : L'Homme à la Rolls, saison trois, épisode Or No Tomorrow
- 1966 : F Troop, saison un, épisode Spy, Counterspy, Counter Counterspy
- 1966 : Des agents très spéciaux (The Man from U.N.C.L.E.), saison trois, épisode Poésie, poésie (The Come With Me to the Casbah Affair)
- 1968 : La Sœur volante (The Flying Nun), saison deux, épisode The Organ Transplant
- 1970 : The Brady Bunch, épisode Mike's Horror-Scope
- 1973 : Love, American Style, épisode Love and the Over Mistakes
- 1979 : Vega$, saison un, épisode Best Friends
- 1983 : Pour l'amour du risque (Hart to Hart), saison cinq, épisode Le Précieux maillet (Straight Through the Hart)
- 1986 : Histoires fantastiques (Amazing Stories), saison un, épisode Vacances forcées (Guilt Trip)

## Discographie

### Albums
- 1958 : Be Mine Tonight (avec Tito Puente and his orchestra)
- 1958 : The Lady In Red (avec Sid Ramin and his orchestra)
- 1959 : Where There's A Man (avec Sid Ramin and his orchestra)
- 1961 : Abbe Lane With Xavier Cugat and his orchestra
- 1964 : The Many Sides Of
- 1980 : Rainbows
- 1981 : Pan, Armor Y … Abbe Lane
- 1997 : The Best of Abbe Lane

## Prix et distinctions
- Elle reçoit une étoile sur le Walk of Fame d'Hollywood en 1961.